# Бахмутов Сергій Іванович
Бахмутов Сергій Іванович (нар. 8 липня 1947, Ставрополь, Краснодарський край) — заслужений тренер України з боксу. З 1970 по 1989 року тренер з боксу ДСО «Водник». У 1970 роки тренер збірної в збірній команді СРСР, в збірній команді ЦС ВЦРПС (профспілок СРСР). З 1990 року директор спортивної школи «Лідер». Одружений, має сина, доньку.

## Біографія
Перші кроки у спорті Сергій Бахмутов почав зі спортивної гімнастики. Йому пророкували велике майбутнє, однак 13 річний Сергій вирішив спробувати себе в боксі. У 1969 році починав тренерську роботу. Сергій Іванович підготував цілу плеяду відомих боксерів — чемпіонів та призерів багатьох престижних змагань. У 1994 році два вихованці Сергія Бахмутова Володимир Попов і Володимир Морозов завоювали пояси чемпіонів Європи з кікбоксингу серед професіоналів. У 1996 році учень Бахмутова Олександр Гуров стає чемпіоном Європи з боксу серед професіоналів. Вихованець Бахмутова Олександр Гуров п'ять разів ставав чемпіоном Європи, завойовував пояси інтерконтинентальних чемпіонів світу за версіями WBO, WBA, IBF. У 2012 році учень Сергія Бахмутова завойовує пояс чемпіона світу у важкій вазі.